# This Boy
This Boy – piosenka zespołu The Beatles, wydana w październiku 1963 na stronie B singla „I Want to Hold Your Hand”. Beatelsi wykonali utwór na żywo 16 lutego 1964, w trakcie drugiego występu w The Ed Sullivan Show.

## Muzycy
- John Lennon – wokal prowadzący, gitara akustyczna
- Paul McCartney – wokal wspierający, gitara basowa
- George Harrison – wokal wspierający, gitara prowadząca
- Ringo Starr – perkusja